# Refugio de Montelongo
Refugio de Montelongo är en ort i Mexiko.   Den ligger i kommunen Dolores Hidalgo och delstaten Guanajuato, i den centrala delen av landet, 270 km nordväst om huvudstaden Mexico City. Refugio de Montelongo ligger 1 973 meter över havet och antalet invånare är 314.
Terrängen runt Refugio de Montelongo är en högslätt. Runt Refugio de Montelongo är det ganska tätbefolkat, med 67 invånare per kvadratkilometer. Närmaste större samhälle är Dolores Hidalgo, 16,1 km sydväst om Refugio de Montelongo. Trakten runt Refugio de Montelongo består till största delen av jordbruksmark.